# Amtsbezirk Grigiškės

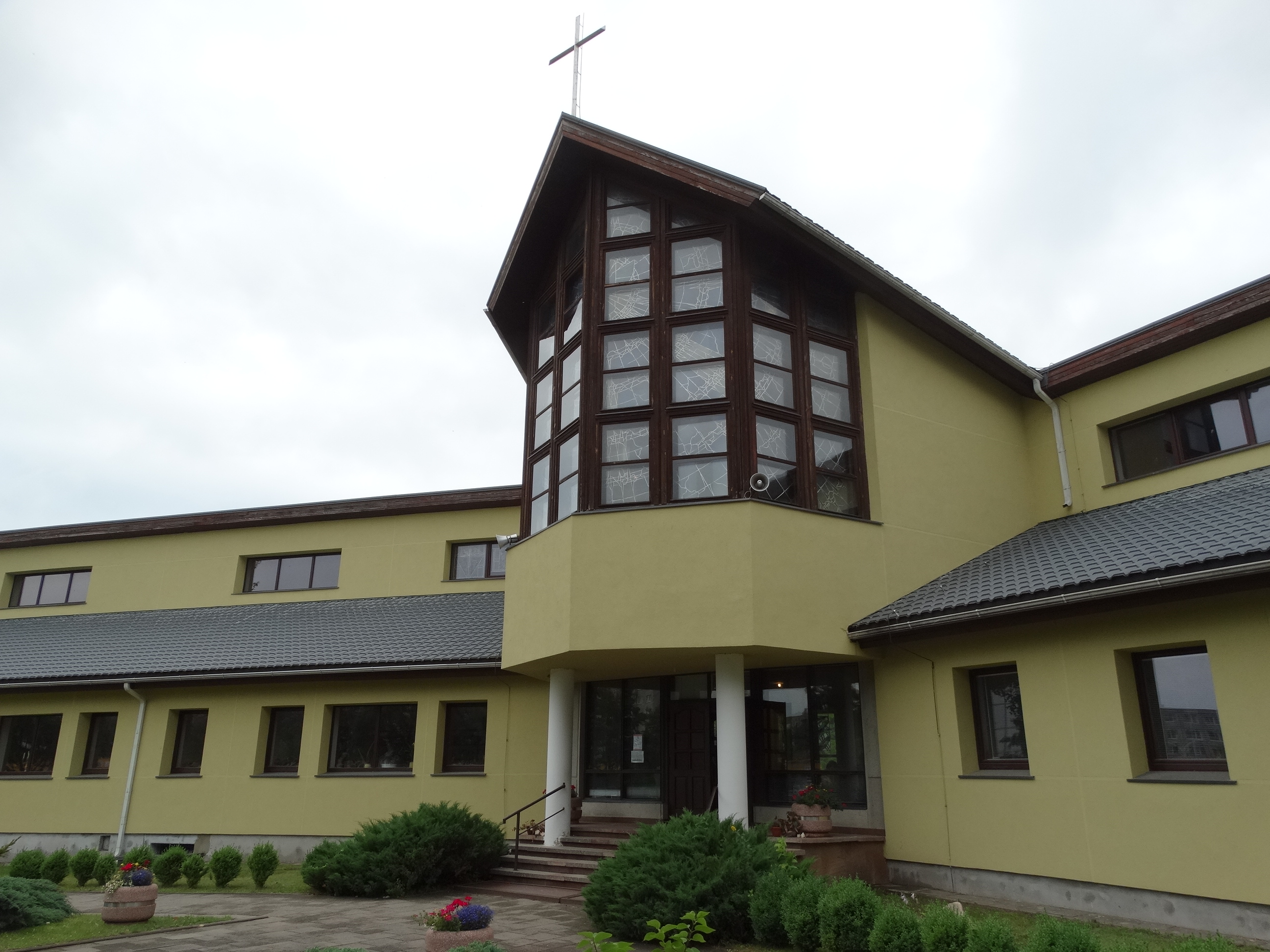
Kapelle in Grigiškės

Der Amtsbezirk Grigiškės ist eine administrativ-territoriale Einheit (Amtsbezirk) im Südwesten der Stadtgemeinde Vilnius, am Zusammenfluss von Neris und Vokė. Das Zentrum ist die Stadt Grigiškės.
Laut Statistik  ist der Amtsbezirk Grigiškės der bevölkerungsärmste Amtsbezirk der Stadtgemeinde Vilnius (Stand: 2023). Es gibt eine Stadt und zwei Dörfer (Neravai und Salos).

## Geschichte
Am 19. März 2000 wurde der Amtsbezirk Grigiškės wurde der Stadtgemeinde Vilnius zugewiesen (bis dahin gehörte sie zur Rajongemeinde Trakai). 2001 gab es 11.617 Einwohner. Dem Amtsbezirk gehörte eine Stadt und drei Dörfer.